# Agnack Petit
Agnack Petit est un village du Sénégal situé en Casamance dans le sud du pays. Il fait partie de la communauté rurale d'Adéane, dans l'arrondissement de Niaguis, le département de Ziguinchor et la région de Ziguinchor.
Lors du dernier recensement (2002), le village comptait 1 212 habitants et 169 ménages.